# Gereformeerd protestantisme in Nederland
Het gereformeerd protestantisme in Nederland omvat de in Nederland ontstane kerkelijke stromingen binnen het protestantse christendom die in oorsprong met name geïnspireerd zijn door het werk van Johannes Calvijn. Hierom duidt men het gereformeerd protestantisme ook wel aan als calvinisme, hoewel dit laatste begrip eigenlijk alleen slaat op de leer van Calvijn en het gereformeerd protestantisme als stroming breder gaat dan alleen zijn werk.
De term 'gereformeerd' in gereformeerd protestantisme wijst slechts op de afkomst uit de reformatie (letterlijk: hervorming) die in de eerste helft van de 16e eeuw plaatsvond. Daarmee is 'gereformeerd' een verwarrende term omdat er ook andere stromingen afkomstig zijn uit de reformatie dan alleen het gereformeerd protestantisme, zoals het lutheranisme, het anabaptisme en het anglicanisme.
Het grootste gereformeerde kerkgenootschap in Nederland is achtereenvolgens geweest de Nederduitse Gereformeerde Kerk (1571-1816), de Nederlandse Hervormde Kerk (1816-2004) en de Protestantse Kerk in Nederland (sinds 2004). In de loop van de geschiedenis hebben zich hiervan tal van kleinere kerkgenootschappen afgesplitst, en zijn soms later ook weer gefuseerd tot een nieuw kerkgenootschap. Al deze kerken worden ook gerekend tot het gereformeerd protestantisme. De verschillende kerkgenootschappen hebben overigens een heel divers karakter en kunnen niet allemaal onder de orthodox-protestantse stroming geplaatst worden.

## Geschiedenis

### Ontstaan van de Nederduitse Gereformeerde Kerk en van de Waalse Kerk
Het gedachtegoed van de Reformatie verspreidde zich vanaf circa 1520 aanvankelijk eerst door de meest verstedelijkte delen van de Nederlanden, waaronder Doornik en Valencijn, vanwaar het zich al snel verspreidde naar Antwerpen. Vooral in de Zuidelijke Nederlanden kreeg het protestantisme naar de leer van Zwitserse theoloog Johannes Calvijn (calvinisme) een grote aanhang. Het lutheranisme, dat aanvankelijk sterker stond in het noorden en vooral het oosten van de Nederlanden, werd in de tweede helft van de 16e eeuw grotendeels verdrongen door het calvinisme.
In 1571, in de aanvangsperiode van de Tachtigjarige Oorlog, werd in de Oost-Friese stad Emden de Synode van Emden gedurende welke de Nederduitse Gereformeerde Kerk werd gesticht. Deze verkreeg aanhang in de gehele Nederlanden: het huidige Nederland, Vlaanderen, Frans-Vlaanderen, Wallonië en Oost-Friesland en het Graafschap Bentheim in het huidige Duitsland. In 1579 werd het de publieke kerk van de Republiek der Zeven Verenigde Nederlanden.
In de Zuidelijke Nederlanden, die niet door de Republiek werden beheerst (Vlaanderen, Brabant, het huidige Limburg, Waalse gebieden), werden aanhangers streng vervolgd, wat een vluchtelingenstroom naar het Noorden op gang bracht. De Waalse vluchtelingen stichtten hun eigen Waalse kerken, waar Frans de voertaal was. Deze Waals-gereformeerden onderscheidden zich zo van de Nederduits-gereformeerden, die Nederduits (Nederlands) als voertaal hadden.

### Ontstaan van de Remonstrantse Broederschap
De Synode van Dordrecht van de Nederduitse Gereformeerde Kerk was in 1618 bijeengeroepen naar aanleiding van de geschillen tussen Remonstranten en Contra-remonstranten, aangevoerd door resp. Jacobus Arminius en Franciscus Gomarus, die zich toespitsten op de predestinatieleer en het vastleggen van geloofsbelijdenissen. Tweehonderd Remonstrantse predikanten werden uit het ambt gezet, waarop deze in Antwerpen de "Remonstrantse Broederschap" oprichtten.

### De Nederduitse Gereformeerde Kerk in de 17e en 18e eeuw
De Gereformeerden verwierpen de vrije wil van de mens, en legden hun opvattingen over de predestinatie vast in de Drie Formulieren van Enigheid: de Nederlandse Geloofsbelijdenis, de Heidelbergse Catechismus en de (tijdens diezelfde synode vastgestelde) Dordtse Leerregels. Tevens gaf de Dordtse synode de opdracht tot de eerste bronvertaling van de Bijbel in het Nederlands, tegenwoordig bekend als de Statenvertaling, die in 1637 voltooid werd.
In de 17e en 18e eeuw ging een deel van de gereformeerden mee in een zogenoemde Nadere Reformatie, een vroomheidsbeweging die nadruk legde op het zo strikt mogelijk volgen van de kerkelijke leer. Een groot deel van de kerk volgde deze beweging echter niet. Hierdoor ontstonden binnen de Nederduitse Gereformeerde Kerk grote verschillen in opvattingen en levenshouding, die enkel vanwege het sterk decentrale karakter van de kerk (plaatselijke gemeenten waren grotendeels zelfstandig) overbrugbaar waren.
Ook in de koloniën van de Republiek ontstonden gereformeerde kerken. Er ontstonden gemeenten op Ceylon (nu Sri Lanka), Java (Indonesië), in Recife (Brazilië), Berbice (Guyana), Suriname, op Curaçao (Nederlandse Antillen), in Nieuw-Amsterdam (New York, VS), Elmina (Ghana) en Kaapstad (Zuid-Afrika). In sommige landen bestaan de kerkgenootschappen nog steeds, zoals de Nederduitse Gereformeerde Kerk in Zuid-Afrika en de Reformed Church in America in de VS. Op diverse plaatsen herinneren de eeuwenoude kerkgebouwen nog aan de Nederlandse tijd, zoals in Colombo en Galle op Sri Lanka.

### Ontstaan van de Nederlandse Hervormde Kerk
Na de Franse tijd, in 1816, wordt bij Koninklijk Besluit van Willem I een nieuwe kerkorde ingevoerd, waarbij de Nederduitse en Waalse kerken samengevoegd worden tot de Nederlandse Hervormde Kerk (NHK).
De kerken in Oost-Friesland en Bentheim vallen buiten het nieuwe kerkverband. Deze gebieden integreren langzaam maar zeker in Duitsland, waardoor men er in de 19e eeuw geleidelijk aan overschakelt van Nederduits/Nederlands naar Hoogduits als officiële taal. Na de Duitse eenwording in 1870 veranderen ook veel kerken geleidelijk van taal en gaan later samenwerken met de lutherse kerken (zie verder #Duitsland). Toch krijgt de Afscheiding van ds. De Cock ook hier aanhangers, die zich nadrukkelijk op samenwerking met Nederlandse geloofsgenoten blijven richten en pas na de Tweede Wereldoorlog definitief overschakelen van Nederlands op Duits als kerktaal.
In Nederland krijgt vanaf 1816 de internationale opwekkingsbeweging het Reveil een eigen orthodox-protestantse vorm. De nadruk ligt op de beleving van de eigen vroomheid, op de harmonie van dogma en gevoel. De beweging loopt min of meer parallel met de Romantiek en heeft ook een gemeenschappelijke wortel in de afkeer van het rationalisme van de Verlichting. Later, vanaf 1845, verbreedt de beweging zich door de nadruk die komt te liggen op maatschappelijke bewogenheid: armenzorg, strijd tegen alcoholisme, hulp aan verwaarloosde jeugd, prostituees en zwakzinnigen.

### Afscheidingen en splitsingen

#### Afscheiding
De nieuwe Nederlandse Hervormde Kerk is veel centralistischer dan haar voorganger. Hoewel formeel in de Franse tijd de scheiding tussen kerk en staat is doorgevoerd, en in de grondwet vrijheid van godsdienst wordt beleden, bemoeide juist koning Willem I zich erg veel met godsdiensten in het algemeen en de Nederlandse Hervormde Kerk in het bijzonder. De nieuwe kerkorde uit 1816 schept dan ook veel onrust in sommige plaatselijke gemeenten, met name vanwege het centralisme. Dit leidt uiteindelijk tot de Afscheiding van 1834 onder leiding van ds. Hendrik de Cock. De afgescheidenen worden in de eerste jaren actief door de staat vervolgd. Pas als in 1840 Willem I terugtreedt wordt dit minder. Met de invoering van een liberale grondwet in 1848 stoppen de vervolgingen.
Uit de Afscheiding ontstonden de Gereformeerde Kerken onder het Kruis en de Christelijke Afgescheiden Gemeenten. Deze verenigden zich in 1869 tot de Christelijke Gereformeerde Kerk. Enkele "kruisgezinde" gemeenten met een sterk bevindelijk karakter gingen niet mee met deze vereniging, en vormden de Kruisgemeenten, die in 1907 met de Ledeboerianen fuseerden tot de Gereformeerde Gemeenten.

#### Ledeboerianen
De Ledeboeriaanse Gemeenten waren een los verband van gereformeerde kerkelijke gemeenten in Nederland. De centrale persoon in deze gemeenten was dominee L.G.C. Ledeboer (1808-1863), die zich in 1841 afscheidde van de Nederlandse Hervormde Kerk.

#### Doleantie
In 1886 vindt een grote kerkscheuring plaats onder leiding van dominee Abraham Kuyper. Een aantal kerkraden (in Amsterdam ongeveer tachtig personen; over het gehele land sloten ruim 300.000 personen zich bij de Doleantie aan) brak met het bestuur van de Nederlandse Hervormde Kerk. Ze noemden zich de Nederduitse Gereformeerde Kerk (Dolerende), hiermee aangevend dat zij zich zagen als de voortzetting van de kerk die door koning Willem I de naam Nederlandse Hervormde Kerk had gekregen, maar hanteerden als bijvoegsel de term 'dolerend' (Latijn voor 'klagend'), omdat naar hun mening de kerkelijke organisatie een nieuwe reformatie van de kerk in de weg stond, en omdat hun het recht op de kerkelijke goederen werd ontzegd. Uit protest werd de Nieuwe Kerk van Amsterdam bezet.

#### Gereformeerde Kerken in Nederland
Uit het samengaan van het grootste deel van de Christelijke Gereformeerde Kerk in Nederland en de groep ontstonden in 1892 de Gereformeerde Kerken in Nederland.
De Gereformeerde Kerken in Nederland telden na de Vereniging van 1892 700 plaatselijke gemeenten (394 uit de Afscheiding, 306 uit de Doleantie) en 370.000 leden (189.000 uit de Afscheiding, 181.000 uit de Doleantie). Dit ledenaantal zou rond 1975 uitgroeien tot bijna 900.000 leden (volgens de kerkelijke statistiek) en ruim 940.000 leden (volgens de volkstelling) en daalde daarna tot circa 675.000 per begin 2004 toen de Gereformeerde kerken opgingen in de PKN.
In 1926 scheidden de Gereformeerde Kerken in Hersteld Verband zich af van de Gereformeerde Kerken in Nederland. In 1944 vond de Vrijmaking plaats, waarbij de Gereformeerde Kerken vrijgemaakt zich afscheidden van de Gereformeerde Kerken in Nederland. Van de Vrijgemaakt Gereformeerde kerken scheidden zich in 1967 de Nederlands Gereformeerde Kerken af. In 2023 gingen deze twee kerken weer samen. Ze vormen vanaf dat jaar de Nederlandse Gereformeerde Kerken. Een tweede groep splitste zich in 2003 af onder de naam Gereformeerde Kerken in Nederland (hersteld) of de "Nieuwe Vrijgemaakte Kerken" en een derde groep splitste zich af in 2009, de Gereformeerde Kerken Nederland. In 2024 zijn de twee laatstgenoemde kerkverbanden gefuseerd tot de Gereformeerde Kerken.
De Voortgezette Gereformeerde Kerken in Nederland gingen niet mee in de PKN-fusie van 2004, omdat een zevental plaatselijke gemeenten zich niet kon vinden in de nieuwe kerkorde. Hun belangrijkste bezwaren waren de pluraliteit, het naast elkaar bestaan van verschillende interpretaties van het christelijk geloof, en het feit dat plaatselijke gereformeerde kerken in de PKN vanaf 1 mei 2014, tien jaar na de oprichting, het recht verliezen om met behoud van geld en goederen uit het kerkverband te stappen.

#### Christelijke Gereformeerde Kerken
De Christelijke Gereformeerde Kerken zijn ontstaan in 1892 als een voortzetting van de Christelijke Gereformeerde Kerk die in 1869 ontstond uit de samenvoeging van de Christelijke afgescheiden gemeenten en de Gereformeerde Kerken onder het Kruis. Vrijwel de gehele Christelijke Gereformeerde Kerk van 1869 fuseerde in 1892 met de Nederduitse Gereformeerde Kerk (Dolerende) tot de Gereformeerde Kerken in Nederland, op drie gemeenten en een aantal leden na.

#### Gereformeerde Gemeenten
Het landelijk verband van de Gereformeerde Gemeenten is ontstaan in 1907 door een vereniging van de Kruisgemeenten ('Gereformeerde Gemeenten onder het kruis'), ontstaan uit de Afscheiding van 1834, met de "Ledeboerianen" of ledeboeriaanse gemeenten. Enkele "kruisgezinde" gemeenten met een sterk bevindelijk karakter waren in 1869 niet meegegaan met de vereniging van de Kruisgemeenten met de Christelijke Afgescheiden Gemeenten tot de Christelijke Gereformeerde Kerk in 1869. De Ledeboerianen dankten hun naam aan ds. L.G.C. Ledeboer.
De vereniging vond plaats op initiatief van de toen slechts 25-jarige dominee Gerrit Hendrik Kersten, die later ook oprichter werd van de SGP. Kerstens centrale rol kwam door zijn positie als predikant van Meliskerke, de enige Kruisgemeente in het verder Ledeboeriaanse Zeeland. Op 5 juni 1907 reikten kruisgezinden en ledeboerianen elkaar in Middelburg de hand en ontstond het nieuwe kerkverband.
In 1953 vond een scheuring plaats, waaruit de Gereformeerde Gemeenten in Nederland ontstonden. Dit kerkverband bestaat uit 49 Nederlandse gemeenten, 3 gemeenten in Noord-Amerika (deze staan bekend als Reformed Congregations in North America, en een gemeente in Pretoria (Zuid-Afrika). Het kerkverband telt 23.169 leden in Nederland (1 januari 2024). De gemeenten in Nederland werden in 2024 bediend door zeven predikanten, de gemeenten in Noord-Amerika door één predikant.

#### Oud-Gereformeerd
De Oud-Gereformeerde Gemeenten was een Nederlands kerkgenootschap tussen 1907 en 1948. Het kerkgenootschap ontstond uit de groep Ledeboeriaanse gemeenten die in 1907 niet met de Gereformeerde Gemeenten onder het Kruis samengingen tot de Gereformeerde Gemeenten.
De Oud Gereformeerde Gemeenten in Nederland ontstonden in 1948 uit een fusie van de Federatie van Oud Gereformeerde Gemeenten en de Oud-Gereformeerde Gemeenten (Boone-gemeenten). Het meest kenmerkende voor dit kerkverband is de lossere kerkstructuur ten opzichte van andere kerkverbanden, waarmee zij het dichtst bij de ledeboeriaanse traditie gebleven zijn. Predikanten van buiten het kerkverband kunnen op zondag ook voorgaan in een OGG. De kerkgebouwen zijn voornamelijk in eenvoudige stijl gebouwd als zijnde noodgebouwen, al is de betekenis van dit laatste wel wat vervaagd. Het tweede kenmerkende zijn de markante personen en voorgangers die tot dit kerkverband behoorden waaronder de predikanten Joh. van der Poel en E. du Marchie van Voorthuyzen en ouderling L.J. Potappel voor wie grote achting bestaat. Het derde kenmerkende is de minder strakke dogmatische profilering. Er bestaan geen eigen 'leeruitspraken'.

### Gereformeerd protestantisme in de 19e en 20e eeuw
In de tweede helft van de negentiende eeuw gaan de tegenstellingen binnen de Nederlandse Hervormde Kerk steeds nadrukkelijker een rol spelen. Weliswaar is 55% van de bevolking lid van de Nederlandse Hervormde Kerk, maar er zijn grote verschillen in opvatting over de kerkelijke leer tussen vrijzinnigen en rechtzinnigen. Enerzijds leidde dit tot afsplitsingen van rechtzinnigen (zie hierboven), anderzijds leidt dit binnen de Nederlandse Hervormde Kerk tot de vorming van 'modaliteiten', zoals de kerkelijke stromingen genoemd worden: de Gereformeerde Bond tot verbreiding en verdediging van de Waarheid in de Nederlandse Hervormde (Gereformeerde) Kerk (1906) vertegenwoordigt de meest rechtzinnige vleugel, de Vereeniging van Vrijzinnig Hervormden in Nederland (1913) de vrijzinnige vleugel.
Tegenover het opkomende socialisme, dat kritisch staat tegenover de positie van de kerk en zorgt voor een begin van ontkerkelijking onder de groeiende arbeidersklasse, stelt dominee Abraham Kuyper, de voorman van de nieuw ontstane Gereformeerde Kerken, de antithese. Gebaseerd op het idee van soevereiniteit in eigen kring begint hij aan de uitbouw van een protestants-christelijke zuil, bestaande uit eigen organisaties op elk maatschappelijk gebied.
Na de afscheiding van het meest conservatieve deel van de Gereformeerde Kerken in Nederland in de Vrijmaking van 1944, moderniseren de Gereformeerde Kerken in de jaren zestig en zeventig onder invloed van de maatschappelijke ontwikkelingen. De ontzuiling en het ideaal van oecumene leidt tot een begin van kerkelijke samenwerking tussen de Nederlandse Hervormde Kerk en de Gereformeerde Kerken in Nederland, de twee grootste gereformeerd-protestantse kerkgenootschappen. Dit Samen op Weg-proces verloopt moeizaam, maar mondt uiteindelijk uit in een fusie van beide kerken met de Evangelisch-Lutherse Kerk tot de Protestantse Kerk in Nederland (PKN) in 2004.

### Samen op Weg en de PKN
Het Samen op Weg-proces is de naam van de pogingen tot nauwere samenwerking van de Nederlandse Hervormde Kerk, de Gereformeerde Kerken in Nederland en de Evangelisch-Lutherse Kerk in Nederland sinds 1961. Deze kerken werden de Samen op Weg-kerken genoemd. Per 1 mei 2004 resulteerde dit in de fusie van de kerken tot de Protestantse Kerk in Nederland.
Leden van de Nederlandse Hervormde Kerk die wegens gewetensbezwaren buiten de fusie wilden blijven stichtten in 2004 de Hersteld Hervormde Kerk. Tot deze kerk behoren voornamelijk gemeenteleden die eerder tot de orthodox-hervormde richtingen van de Gereformeerde Bond en Het Gekrookte Riet gerekend konden worden. Het aantal leden bedraagt 60.917 personen (2023). Als een van de weinige kerkgenootschappen in Nederland kent de HHK nog een groei in ledenaantal.
Een zevental plaatselijke gemeenten van de Gereformeerde Kerk in Nederland gingen niet mee in de fusie omdat zij zich niet kon vinden in de nieuwe kerkorde, en stichtten de Voortgezette Gereformeerde Kerken in Nederland.

## Lijst van gereformeerd-protestantse kerkgenootschappen in Nederland

Uitgebreid spectrum van de verschillende gereformeerden in Nederland vanaf 1816 tot 2006, met links extra de Evangelisch-Lutherse Kerk. De doorgaande verticale lijn stelt de Nederlandse Hervormde Kerk voor. Klik op het plaatje voor een vergroting.

Ontstaansgeschiedenis van kerken in Nederland

Sinds 1571 is er sprake geweest van de volgende gereformeerde kerkgenootschappen (vetgedrukte bestaan nog, zie illustratie):
- Van 1571 tot 1816: Nederduitse Gereformeerde Kerk (NGK)
- Vanaf 1619: Remonstrantse Broederschap
- Van 1816 tot 2004: Nederlandse Hervormde Kerk (NHK)
- Van 1834 tot 1869: Christelijke afgescheiden gemeenten
- Van 1834 tot 1869: Gereformeerde Kerken onder het Kruis (GKohK)
- Van 1840 tot 1907: Ledeboeriaanse gemeenten
- Vanaf 1869: Christelijke Gereformeerde Kerken (CGK)
- Van 1886 tot 1892: Nederduitse Gereformeerde Kerken (NdGK)
- Van 1892 tot 2004: Gereformeerde Kerken in Nederland (GKN)
- Vanaf 1907: Gereformeerde Gemeenten (GG)
- Van 1907 tot 1948: Oud-Gereformeerde Gemeenten (OGG)
- Van 1922 tot 1948: Federatie van Oud Gereformeerde Gemeenten
- Van 1926 tot 1946: Gereformeerde Kerken in Hersteld Verband
- Van 1944 tot 2023: Gereformeerde Kerken vrijgemaakt (GKV)
- Van 1947 tot 1968: Christelijke Gereformeerde Gemeenten (CGG)
- Vanaf 1948: Oud Gereformeerde Gemeenten in Nederland (OGGiN)
- Vanaf 1953: Gereformeerde Gemeenten in Nederland (GGiN)
- Van 1967 tot 2023: Nederlands Gereformeerde Kerken (NGK)
- Vanaf 1980: Gereformeerde Gemeenten in Nederland (buiten verband)
- Van 2003 tot 2024: Gereformeerde Kerken in Nederland (hersteld) (DGK)
- Vanaf 2004: Hersteld Hervormde Kerk (HHK)
- Vanaf 2004: Protestantse Kerk in Nederland (PKN)
- Vanaf 2004: Voortgezette Gereformeerde Kerken in Nederland (vGKN)
- Vanaf 2007: Oud Gereformeerde Gemeenten buiten verband (OGGbv)
- Van 2009 tot 2024: Gereformeerde Kerken Nederland (GKN)
- Vanaf 2023: Nederlandse Gereformeerde Kerken (NGK)
- Vanaf 2024: Gereformeerde Kerken (GK)

## Indeling van het huidige Nederlandse gereformeerd protestantisme
In de 21e eeuw is het gereformeerd protestantisme in Nederland, dat ongeveer 15% van de Nederlandse bevolking aanhangt, globaal in vijf groepen te onderscheiden:
1. Vrijzinnigen (1% van de bevolking)
2. Midden-orthodoxie (6% van de bevolking)
3. Evangelisch / evangelicaal (1% van de bevolking)
4. Orthodox-gereformeerden (4% van de bevolking)
5. Bevindelijk gereformeerden (3% van de bevolking)

De orthodox-gereformeerden en bevindelijk gereformeerden tezamen worden in Nederland ook wel aangeduid als de gereformeerde gezindte. Er wordt samengewerkt binnen het Contact Orgaan van de Gereformeerde Gezindte (COGG). Samen met de evangelicalen vormen orthodox-gereformeerden en bevindelijk gereformeerden het orthodox-protestantisme.
In de volksmond wordt gereformeerd protestantisme nog weleens vereenzelvigd met de gereformeerde gezindte. Zoals hierboven aangegeven hebben de verschillende 'gereformeerde' kerken in Nederland een heel divers karakter.

### Vrijzinnigen
Deze groep is verspreid over:
- Protestantse Kerk in Nederland
  - Vereniging van Vrijzinnige Protestanten
  - Zwinglibond
- Remonstrantse Broederschap
- Vrijzinnige Geloofsgemeenschap NPB

Vrijzinnigen waren in de negentiende eeuw een belangrijke groep binnen de Nederlandse Hervormde Kerk; ze vormden ongeveer een kwart van de kerkleden. Vooral in Groningen, Drenthe en Noord-Holland was hun aandeel erg groot. Door ontkerkelijking is deze groep echter steeds verder gemarginaliseerd, waardoor thans minder dan 10% van de Protestantse Kerk in Nederland tot de vrijzinnigen gerekend kan worden. De Remonstrantse Broederschap is wel een volledig vrijzinnig kerkgenootschap. Vrijzinnigen vormen geen eenheid en zijn politiek en maatschappelijk in de meest uiteenlopende partijen en organisaties actief. In de negentiende eeuw is de vrijzinnigheid - toen ook wel 'moderne theologie' genoemd - sterk gestempeld door het werk van de theologen Johannes Henricus Scholten en C.W. Opzoomer. Het is sinds die tijd niet meer gebruikelijk om de vrijzinnig protestanten het etiket 'gereformeerd' te geven.

### Moderne midden / midden-orthodoxie / modern-gereformeerden
Het moderne midden is de gematigde hoofdstroming binnen de Protestantse Kerk in Nederland. Het begrip 'moderne midden' is bedacht om de brede groep mee aan te duiden die voortkomt uit de midden-orthodoxie, de hoofdstroming binnen de voormalige Nederlandse Hervormde Herk, en de modern-gereformeerden, de hoofdstroming binnen de voormalige Gereformeerde Kerken in Nederland. De midden-orthodoxen en de modern-gereformeerden zijn de motor geweest achter de kerkfusie tot de Protestantse Kerk in Nederland.
Veel kerkleden die tot de gematigde hoofdstroming gerekend kunnen worden, identificeren zich niet met deze stroming, maar uitsluitend met de Protestantse Kerk in Nederland als geheel. Afzonderlijke organisaties zijn er dan ook nauwelijks. Een uitzondering vormt de vernieuwingsbeweging Op Goed Gerucht, opgericht in 2000, dat dient als netwerk voor 'moderne' predikanten. Het moderne midden is politiek vooral sterk aanwezig in het CDA, maar ook in andere politieke partijen. Kinderen gaan meestal naar protestants-christelijke scholen.
De term midden-orthodoxie is voor het eerst gebruikt door de theoloog Hendrikus Berkhof. De Nederlandse koninklijke familie, sterk verbonden met de Nederlandse Hervormde Kerk, behoort tot de hervormde midden-orthodoxie, hoewel koningin Juliana eerder vrijzinnig was. De term wordt in de PKN nog steeds veel gebruikt.
Modern-gereformeerd is een benaming die gebruikt werd voor die gereformeerden die in de jaren zestig en zeventig van de twintigste eeuw geprobeerd hebben de gereformeerde orthodoxie aansluiting te laten vinden bij maatschappelijke ontwikkelingen. Voordien behoorden de Gereformeerde Kerken in hun geheel nog tot de orthodox-gereformeerden. De orthodoxe theologische opvattingen van Abraham Kuyper, Herman Bavinck en - later - G.C. Berkouwer zetten een stempel op het kerkelijke leven en denken binnen de Gereformeerde Kerken. Onder invloed van meer eigentijdse theologische opvattingen (onder meer uitgedragen door de invloedrijke VU-hoogleraar Harry Kuitert en de Leidse studentenpredikant Herman Wiersinga) is na 1970 voor de hoofdstroom binnen de Gereformeerde Kerken de term 'modern-gereformeerd' in zwang gekomen. Sinds de kerkfusie in 2004 identificeren veel ex-leden van de GKN zich uitsluitend nog als 'protestants' of eerder nog als 'midden-orthodox' dan als modern-gereformeerd.

### Evangelisch / evangelicaal
Deze groep is verspreid over de volgende kerkgenootschappen:
- Protestantse Kerk in Nederland
  - Evangelisch Werkverband
- Christelijke Gereformeerde Kerken
- Nederlandse Gereformeerde Kerken

De evangelische of evangelicale stroming binnen het gereformeerd protestantisme in Nederland is betrekkelijk nieuw. Ze ontstond onder invloed van de opkomst van evangelische kerkgenootschappen in Nederland, die ook veel leden van gereformeerden huize weten aan te trekken. In 1995 werd het Evangelisch Werkverband opgericht door leden van de Nederlandse Hervormde Kerk en Gereformeerde Kerken in Nederland die pleitten voor vernieuwing en 'geestelijke herleving' van de kerk. Sinds 2000 is er een formele samenwerking met de PKN. Zowel binnen de PKN als binnen de orthodox-gereformeerde kerkgenootschappen heeft de evangelische stroming een kleine maar groeiende aanhang.

### Orthodox-gereformeerden
Deze groep is verspreid over de volgende kerkgenootschappen:
- Protestantse Kerk in Nederland
  - Confessionele Beweging
  - Gereformeerde Bond (minderheid)
- Nederlandse Gereformeerde Kerken
- Christelijke Gereformeerde Kerken
- Voortgezette Gereformeerde Kerken in Nederland
- Gereformeerde Kerken

De orthodox-gereformeerden vormen de hoofdstroming in de Nederlandse Gereformeerde Kerken en de meerderheid binnen de Christelijke Gereformeerde Kerken (een minderheid kan tot de bevindelijk-gereformeerden gerekend worden). De Nederlandse Gereformeerde Kerken zijn ontstaan uit een fusie van de Gereformeerde Kerken (vrijgemaakt) en Nederlands Gereformeerde Kerken. Nog voor deze fusie werkten deze twee kerken steeds nauwer samen. Uit protest tegen deze samenwerking hebben zich in 2003 en in 2009 groepen vrijgemaakten van de GKv afgescheiden in de Gereformeerde Kerken (hersteld) respectievelijk de Gereformeerde Kerken Nederland, twee vrij gesloten kerkgenootschappen die de vroegere visie van de GKv als 'enige ware kerk' aanhingen. In 2024 zijn deze twee kerkgenootschappen gefuseerd tot de Gereformeerde Kerken.
Binnen de Protestantse Kerk in Nederland kunnen de leden van de Confessionele Beweging tot de orthodox-gereformeerden gerekend worden. De orthodox-gereformeerde theologie en maatschappijopvatting is sterk gestempeld door het werk van de Nederlandse theologen Abraham Kuyper en Herman Bavinck, en werd vroeger voornamelijk uitgedragen door de Gereformeerde Kerken in Nederland.
Vooral de vrijgemaakten hadden tot voor kort een hechte zuil, met eigen vrijgemaakt-gereformeerde scholen, een eigen partij (GPV, opgegaan in de ChristenUnie), een eigen krant (Nederlands Dagblad), etc. De grenzen van deze zuil zijn echter vervaagd, met name in de richting van andere orthodox-gereformeerde kerken, maar ook richting de evangelische stroming enerzijds en midden-orthodoxe kerken anderzijds. De Evangelische Omroep steunt in grote mate op orthodox-gereformeerde kerken en evangelische groepen. In politiek opzicht is deze stroming hoofdzakelijk te vinden bij de ChristenUnie, maar ook wel bij het CDA. Een zeer kleine maar groeiende minderheid stemt SGP.

### Bevindelijk gereformeerden
Deze groep is verspreid over de volgende kerkgenootschappen:
- Protestantse Kerk in Nederland
  - Gereformeerde Bond
- Hersteld Hervormde Kerk
- Christelijke Gereformeerde Kerken
  - Bewaar het Pand
- Gereformeerde Gemeenten
- Gereformeerde Gemeenten in Nederland
- Gereformeerde Gemeenten in Nederland (buiten verband)
- Oud Gereformeerde Gemeenten in Nederland
- Oud Gereformeerde Gemeenten buiten verband
- Vrije Gereformeerde Gemeenten

De bevindelijk gereformeerden vormen de strengste groep gereformeerden en zonderen zich om die reden deels af van de rest van de samenleving. De kerkelijke verdeeldheid is groot: maar liefst zes kerkgenootschappen zijn bevindelijk gereformeerd en ook de helft van de Christelijke Gereformeerde Kerken en een aanzienlijke minderheid binnen de PKN (leden van de Gereformeerde Bond) is bevindelijk. Daarnaast bestaat er ook nog een groot aantal "vrije gemeenten" die niet tot een kerkverband behoren. Dit is mede te verklaren uit het zeer grote belang van de eigen bevinding van het geloof, waardoor over godsdienstige zaken snel onenigheid kan ontstaan. De bevindelijke theologie grijpt met name terug op zeventiende- en achttiende-eeuwse theologen, de zogenaamde oude schrijvers, die echter veelal worden gelezen door de bril van de twintigste-eeuwse theologen van de verschillende kerkgenootschappen. Zo zijn de drie kerkgenootschappen van de Gereformeerde Gemeenten gestempeld door het werk van de theoloog Gerrit Hendrik Kersten, dat zij echter ieder weer verschillend uitleggen.
Zo verdeeld als men kerkelijk is, zo verenigd is men echter in de politiek, binnen de SGP. Daarnaast is er vanaf de jaren 60 een hele reformatorische zuil ontstaan, met een eigen krant (Reformatorisch Dagblad), eigen reformatorische scholen en de meest uiteenlopende maatschappelijke organisaties.

## De naam: 'hervormd', 'gereformeerd', 'protestants' en 'reformatorisch'
Binnen de context van het gereformeerd protestantisme worden vaak de begrippen 'hervormd', 'gereformeerd' en 'protestants' door elkaar gebruikt, telkens in een andere context of met verschillende definities. Dit is niet verwonderlijk, omdat bepaalde begrippen voor meerdere uitleg vatbaar zijn.
Het onderscheid, in de Nederlandse taal, tussen 'hervormd' en 'gereformeerd' is pas ontstaan na de Afscheiding van 1834. Voordien sprak men tussen 1571 en 1816 uitsluitend over 'gereformeerden' en sinds 1816 (stichting Nederlandse Hervormde Kerk) over 'hervormden'. De afgescheiden kerken gebruikten het begrip 'gereformeerd' om aan te geven dat zij teruggingen op de oude kerk en de nieuwere Nederlandse Hervormde Kerk afwezen. Sindsdien werden met 'hervormden' leden van de Nederlandse Hervormde Kerk en met 'gereformeerden' leden van de verschillende gereformeerde kerkgenootschappen bedoeld.
De woorden 'hervormd' en 'gereformeerd' betekenen taalkundig precies hetzelfde. In beide gevallen gaat het om kerken die uit de Reformatie of Hervorming zijn voortgekomen. Gereformeerd is een leenwoord, maar met de oudste rechten; hervormd is een etymologisch Nederlands begrip, maar wel pas sinds 1816 in gebruik. In andere talen bestaat dit onderscheid niet (Engels: Reformed, Duits: reformiert, Frans: reformé), waardoor men vaak moeite heeft om het onderscheid tussen Nederlands-hervormd en gereformeerd aan te geven.
Binnen de Nederlandse Hervormde Kerk ontstond in 1906 echter ook een rechtzinnige beweging, die zichzelf de Gereformeerde Bond noemde. Leden worden 'hervormd-gereformeerd' genoemd. De twee begrippen overlappen elkaar dus. Het onderscheid tussen hervormd en gereformeerd zegt overigens niets over de mate van vrij- of rechtzinnigheid: binnen de Nederlandse Hervormde Kerk waren alle stromingen aanwezig, van de meest vrijzinnige tot de meest rechtzinnige.
Doordat de Nederlandse Hervormde Kerk in 2004 met het grootste gereformeerde kerkgenootschap, de Gereformeerde Kerken in Nederland, en de Evangelisch-Lutherse Kerk fuseerde tot de Protestantse Kerk in Nederland, is het onderscheid tussen 'hervormd' en 'gereformeerd' grotendeels verdwenen. Hoewel er nog een aanzienlijk aantal 'hervormde gemeenten' en 'gereformeerde kerken' binnen de Protestantse Kerk bestaan, heten verreweg de meeste plaatselijke gemeenten inmiddels 'protestantse gemeente'. Het gaat daarbij niet alleen om fusiegemeenten van hervormden en gereformeerden, maar ook om hervormde dorpsgemeenten die ervoor gekozen hebben zich voortaan 'protestants' te noemen.
Mede daardoor identificeert een deel van de vroegere hervormden en gereformeerden zichzelf enkel nog als 'protestants'. Dit roept mogelijk nieuwe verwarringen op, omdat het begrip protestants ook een internationale verzamelnaam is voor alle niet-katholieke en niet-oosterse kerken binnen het christendom, met andere woorden alle christelijke kerken die sinds de Reformatie zijn ontstaan (zie Protestantisme).
Bijkomende verwarring schept het drietal betekenissen van het woord 'gereformeerd' dat door elkaar heen gebruikt worden: men kan doelen op de gehele gereformeerde gezindte, óf uitsluitend op leden van de Gereformeerde Kerken in Nederland, terwijl daarnaast de Gereformeerde Kerken vrijgemaakt lange tijd de term 'gereformeerd' voor hun eigen organisaties geclaimd hebben. In het verlengde hiervan wordt de term Gereformeerde Kerk nogal eens gebruikt om zowel de GKN als (abusievelijk) alle gereformeerde kerkgenootschappen gezamenlijk mee aan te duiden. Bovendien spreekt men dikwijls van 'gereformeerd' wanneer men specifiek de bevindelijk gereformeerden voor ogen heeft. De bevindelijk gereformeerden gebruiken doorgaans de aanduiding 'reformatorisch' voor hun eigen organisaties om zo het misverstand te vermijden dat deze behoren tot een in hun ogen minder orthodox gereformeerd kerkgenootschap. In enkele gevallen wordt die term ook weleens voor orthodox- en bevindelijk gereformeerden samen gebruikt, met name wanneer het organisaties betreft die ontstaan zijn voor de jaren zeventig waarin de reformatorische zuil tot ontwikkeling kwam.

## Ex-refo's
Er is in Nederland een gemeenschap van zogeheten 'ex-refo's', die het gereformeerde protestantisme hebben verlaten. Zij kampen vaak nog met een onverwerkt verleden dat dikwijls als bekrompen en verstikkend werd ervaren en houden soms lotgenotenbijeenkomsten om hun voormalige gereformeerde leven met andere afvalligen (die ofwel vrijzinnig protestants of ongelovig zijn geworden) bespreekbaar te kunnen maken.